# Айше Хюмашах Султан
 Айше Хюмашах-султан  (Ayşe Hümaşah Sultan) — османська принцеса. Донька Міхрімах-султан і Рустема-паші. Одна із двох улюблених онучок султана Сулеймана І Пишного й хасекі Хюррем-султан.

## Біографія
Айше Хюмашах народилася в Стамбулі в сім'ї улюбленої дочки султана Сулеймана - Міхрімах-султан і великого візира Рустема-паші. Здобула гарну освіту, захоплювалася поезією.

### Перший шлюб
1561 року Айше Хюмашах вийшла заміж за майбутнього великого візира Семіз Ахмеда-пашу (1492 - 1580). У цьому шлюбі народилося четверо синів і дві дочки.
23 серпня 1575 року в палаці Семіз Ахмеда-паші і Айше Хюмашах-султан сталася пожежа, сильно пошкодивши великий зал, і султан розпорядився виплатити зі скарбниці 10 000 золотих монет для покриття витрат на відновлення. 15 листопада 1576 року пишно було відсвятковано обрізання двох синів Айше Хюмашах-султан і Семіз Ахмеда-паші.

#### Діти
- Абдуррахман-бей (помер 1597)
- Мехмет-бей (санджакбей Боснії і Герцеговини. Загинув у битві на річці Купа)
- Шехид Мустафа-паша (санджакбей Кіліс. Загинув у битві на річці Купа)
- Осман-бей (Помер у 1590 році. Похований у тюрбе в одній з мечетей Міхрімах Султан)
- Саліха-султан (померла 1576)
- Ім'я дочки невідоме

### Другий шлюб
Згідно із Сюреє, Нішанджи Ферідун-бей був другим чоловіком кузини Айше Хюмашах - Есмехан-султан. Однак більша частина дослідників вважає, що традиційна версія хибна, і Нішанджи Ферідун-бей був одружений із самою Айше Хюмашах-султан. Другим чоловіком Есмехан Алдерсон указує Калайликоза Алі-пашу і навіть наводить подробиці: Алі-пашу при цьому змусили прогнати попередню дружину.
В «Ісламській енциклопедії» є такі дані: «Ймовірно, 6 квітня 1582 одружився з Айше-султан, удовою Ахмеда-паші і дочкою Міхрімах-султан і Рустема-паші... З чуток був одружений із вдовою Соколлу - Есмехан-султан»

### Третій шлюб
У 1590 році Айше Хюмашах вийшла заміж втретє за Азіза Махмуда Хюдаї-ефенді.

## Смерть
Незадовго до смерті Айше Хюмашах разом із сином рушила на прощу й незабаром після повернення померла у своєму палаці в Ускюдарі. Похована в комплексі свого третього чоловіка Азіза Махмуда Хюдаї.

## Благодійність
Айше Хюмашах, спільно з матір'ю, стала спадкоємицею статків свого батька й очолила його доброчинні фонди.

## Кіно
- У турецькому історичному серіалі «Величне століття: Роксолана» роль дорослої Айше Хюмашах виконала Кайра Запч.